# Хакім Сахабо
Хакім Сахабо (фр. Hakim Sahabo, нар. 16 червня 2005, Брюссель, Бельгія) — руандійський футболіст, півзахисник бельгійського клубу «Стандард» та національної збірної Руанди.

## Ігрова кар'єра

### Клубна
Хакім Сахабо є вихованцем ряда бельгійських клубів. У 2021 році він приєднався до молодіжної команди французького «Лілль». Два сезони Сахабо грав за другий склад французького клубу.
В червні 2023 року Сахабо перейшов до бельгійського «Стандарда», з яким підписав трирічний контракт. Перший сезон в клубі півзахисник провів, граючи також за дублюючий склад. 20 січня 2024 року у матчі чемпіонату країни проти «Мехелена» Сахабо провів першу гру в основі «Стандарда».
Другу половину сезону 2024/25 футболіст провів в оренді в клубі «Беєрсхот». В липні 2025 року Сахабо повернувся до «Стандарда».

### Збірна
17 листопада 2022 року в товариському матчі проти Судану Хакім Сахабо дебютував у складі національної збірної Руанди.